# Vigilancio
Vigilancio (en latín: Vigilantius; Calagorris, c. 370-c. 400) escritor de origen galo. Era natural de Lugdunum Convenarum ―actual Saint-Bertrand-de-Comminges (Aquitania)― que era la capital del país de Comminges (en el sur de Francia). En su juventud hizo algunos progresos en las letras y se ganó la estimación de Sulpicio Severo y de san Paulino de Nola. Cuando viajó a Palestina para visitar los «santos lugares, san Paulino escribió una carta de recomendación para Jerónimo (340-420). En esos tiempos, Vigilancio intervino en la disputa que tenía por entonces san Jerónimo con Juan de Jerusalén y Rufino de Aquilea, quienes lo acusaban de origenismo (la creencia de que las almas viven antes de la concepción humana). Vigilancio tomó el partido de estos últimos; no obstante, se retractó y Jerónimo ―cuando  Vigilancio regresó a las Galias― escribió en su favor a Paulino.

## Pensamiento
Vigilancio combatió el celibato y los votos monásticos, a los que consideraba, «manantiales de desórdenes». También criticó la doctrina católica de la intercesión de los santos, y por consiguiente su culto, junto con la veneración de sus reliquias. Sus obras no se han conservado excepto en la refutación que hizo Jerónimo. En esa obra se cita este fragmento de los escritos de Vigilancio: 

¿Qué necesidad hay de que respetéis e incluso adoréis no sé qué cosa que lleváis en un vaso pequeño? ¿Por qué besáis y adoráis un poco de polvo, una vil ceniza envuelta en un trapo, que es impura mancha a los que se acercan, y se semeja a los sepulcros blanqueados de los fariseos, que por dentro no eran más que polvo y corrupción? Las almas de los mártires todavía deben amar sus cenizas; probablemente giran alrededor de ellas, no sea que si viene algún pecador, no puedan oírle estando ausentes.

Vemos que las costumbres de los idólatras casi se han introducido en la iglesia so pretexto de religión. Se encienden cirios en los templos a la mitad del día; se besa y se adora un poco de polvo: sin duda se quiere prestar un gran servicio a los mártires alumbrando con malos cirios a aquellos a quienes el cordero sentado en su trono ilumina con todo el resplandor de la majestad.

Mientras vivimos podemos orar unos por otros pero después de nuestra muerte no son oídas las oraciones que se hacen por otro: los mismos mártires piden sin conseguirlo que Jesucristo vengue su sangre. ¿Cómo puede concebirse que un poco de polvo obre todos los prodigios que se cuentan? ¿Y cuál es el objeto de esos milagros que se obran en medio de los fieles? Los milagros no pueden servir más que para iluminar a los fieles: yo pregunto cómo un poco de tierra puede tener tanta virtud. Si todos se encierran en los claustros, ¿quién servirá las iglesias?

Algunos historiadores protestantes consideran a Vigilancio, junto con Joviniano, Aerio de Sebaste y Helvidio como protoprotestantes de los siglos IV y V.